# Daisuke Nishio
Daisuke Nishio (japanisch 西尾 大介; * 1. April 1959 in Myoshi, Präfektur Hiroshima) ist ein japanischer Filmregisseur und Filmproduzent, der hauptsächlich die Animes des Dragonball-Franchise verfilmte.

## Karriere
Nishio wurde 1959 in Myoshi in der Präfektur Hiroshima geboren und machte seinen Schulabschluss an der Shudo Junior and Senior High School. Danach studierte er an der Ritsumeikan-Universität in Kyoto, bevor er nach einem Praktikum an 1981 bei Tōei Animation zu arbeiten begann. Seine ersten Regiearbeiten übernahm er mit der Animeserie Dragon Ball, an der er ab 1986 beteiligt war. Darauf folgten viele Filme des Dragon-Ball-Franchise sowie die weiteren Serien Dragon Ball Z bis 1993 und von 1996 bis 1999. Daneben war er im Kindaichi Shōnen no Jikenbo-Franchise aktiv, wo er ebenfalls mehrere Filme und Serien inszenierte. Außerdem erfand er 2004 den Pretty Cure-Anime und führte bei den ersten beiden Staffeln Regie. Zuletzt inszenierte er 2024 mit Produzent Takashi Washio den animierten Kurzfilm Magic Candies, der bei der Oscarverleihung 2025 in der Kategorie Bester animierter Kurzfilm nominiert wurde.

## Filmografie (Auswahl)
- 1986–1989: Dragon Ball (Fernsehserie, 153 Folgen)
- 1986: Dragon Ball – The Movie: Die Legende von Shenlong
- 1987: Dragon Ball – The Movie: Das Schloss der Dämonen
- 1988: Crying Freeman (Miniserie, 2 Folgen)
- 1989: Dragon Ball Z – The Movie: Die Todeszone des Garlic jr.
- 1989: Dragon Ball (Fernsehfilm)
- 1989–1993: Dragon Ball Z (Fernsehserie, 199 Folgen)
- 1990: Dragon Ball Z – The Movie: Der Stärkste auf Erden
- 1990: Dragon Ball Z – The Movie: Die Entscheidungsschlacht
- 1990: Dragon Ball Z Special: Son-Gokus Vater – Das Bardock Special
- 1992: Dragon Ball Z – The Movie: Coolers Rückkehr
- 1992: Sazan aizu (Miniserie, 4 Folgen)
- 1992: Dragon Ball Z – The Movie: Angriff der Cyborgs
- 1993: Dragon Ball Z Special: Die Geschichte von Trunks – Das Trunks Special
- 1993–1994: Die Champions (Fernsehserie, 58 Folgen)
- 1994: Aoki densetsu shuto (Kurzfilm)
- 1995: Kuso kagaku sekai garibaboi (Fernsehserie, 5 Folgen)
- 1996: Kindaichi Shounen no Jikenbo
- 1996: Dragonball Z: The Greatest Rivals
- 1996–1999: Dragonball Z (Fernsehserie, 93 Folgen)
- 1997–2000: Kindaichi shônen no jiken bo (Fernsehserie, 148 Folgen)
- 1999: The File of Young Kindaichi 2: Murderous Deep Blue
- 2003: Interstella 5555 – The 5tory of the 5ecret 5tar 5ystem
- 2003: Air Master (Fernsehserie, 27 Folgen)
- 2004–2006: Pretty Cure (Fernsehserie, 1. und 2. Staffel)
- 2014: Kindaichi Shounen no Jikenbo Returns (Fernsehserie, 25 Folgen, Produktion)
- 2024: Magic Candies
- 2024: Dragon Ball Kai

## Auszeichnungen
- 2024: AFI-Fest-Nominierung in der Kategorie Bester animierter Kurzfilm für Magic Candies
- 2024: London Film Festival in der Kategorie Bester Kurzfilm für Magic Candies
- 2025: Oscar-Nominierung in der Kategorie Bester animierter Kurzfilm für Magic Candies